# Bas-Maine

Die Provinz "Maine" geteilt in Bas-Maine im Westen und Haut-Maine im Osten.

Bas-Maine ist der westliche Teil der ehemals als Maine bezeichneten französischen Provinz, welche der heutigen Region Pays de la Loire entspricht. Die Region Bas-Maine gehört gemeinhin zum Departement Mayenne, zumindest in ihren nördlichen zwei Dritteln, während der Rest des Departements historisch gesehen zu Anjou gehört.
Den Namen Bas-Maine hat das Ministerium für Umwelt, regionale Entwicklung und Wohnungsbau der Pays de la Loire einer zeitgenössischen Landschaftseinheit gegeben, die aber nur einen Teil des historischen Bas-Maine, in der Umgebung von Saulges und Meslay-du-Maine und zwischen Montsûrs und Sablé-sur-Sarthe umfasst.

## Geografie
Die Grenzen von Bas-Maine waren immer relativ ungenau, da es nie eine eigene politische oder Verwaltungseinheit gebildet hat. Die Grenzen zwischen den Provinzen und Ländern waren schon im Mittelalter unklar, besonders weil sich religiöse Einrichtungen und Grenzherren auf jeder Seite der Grenze zusammenschlossen. Das betrifft insbesondere die Grenze zwischen Maine und Anjou, aber auch die Grenze zur Bretagne.
Die Grenze zwischen Bas-Maine und Haut-Maine, dem östlichen Teil der ehemaligen Provinz Maine, ist nicht genau festgelegt, und im 18. Jahrhundert wurde Bas-Maine in einem breiteren Sinne wahrgenommen, der sich bis fast an die Sarthe erstreckte und die Landschaft der Mancelle umfasste, die heute komplett zum Departement Sarthe gehört. Im Rahmen der Schaffung der Departements im Jahr 1790 nutzten die Behörden das Vorhandensein der beiden Regionen, um die Provinz Maine in zwei Departements aufzuteilen. Dennoch erklären sich die zähe Rivalität zwischen Haute- und Bas-Maine und die unklar definierten geografischen Umrisse zwischen den beiden, warum die Grenze zwischen diesen Departements eine der schwierigsten im Westen Frankreichs war.
Generell gehört Bas-Maine zu dem Teil von Maine, der sich über das Armorikanische Massiv erstreckt und Landschaften mit Bocage und Tälern aufweist, während Haut-Maine offene Landschaften aufweist und im Pariser Becken liegt. Das im Armorikanischen Massiv gelegene Bas-Maine, dessen höchster Punkt das 416 m hohe Mont des Avaloirs ist, kann trotz gewisser Unsicherheiten in der historischen Grenzziehung gegenüber den angrenzenden Regionen gut abgegrenzt werden. Im Norden wird sie von den Sandsteinbarren der normannischen Bocage begrenzt. Im Osten ein Waldgebiet: im Norden auf drei Massive begrenzt, Wald von Écouves, Wald von Multonne und Pail im Süden; Wald von Sillé und Wald de la Charnie trennen es vom Flachland des westlichen Pariser Beckens. Im Westen ist es eine alte Verteidigungslinie und Schmugglerroute, mit Waldresten und Mooren, die es von der Bretagne abschneidet. Die südliche Grenze zum Anjou war schon immer unsicher und beginnt dort, wo die Einflüsse der Loire aufhören.

## Geschichte
Die Bezeichnung Bas-Maine und Haut-Maine kam eigentlich spät, wahrscheinlich ab dem 16. Jahrhundert. Bas-Maine ist der wirtschaftlich und landwirtschaftlich arme Teil der Provinz Maine. Nach dem französischen Geographen René Musset sei Haut-Maine der reiche Teil. Eine solche Unterscheidung zwischen einem „Haut“ und „Bas“ Teil findet sich auch in vielen anderen französischen Provinzen, wie der Bretagne, der Normandie, dem Anjou oder auch der Auvergne und dem Poitou.
Dieses Gebiet wurde um das 2. Jahrhundert v. Chr. von den Diablintes besetzt, einem der vier Völker, die den großen gallischen Stamm der Aulerker bildeten, dessen Hauptstadt das heutige Jublains war, welches sich direkt vom Namen dieses Volkes ableitet. Es liegt 10 km südöstlich von Mayenne.
Ab dem 11. Jahrhundert unterstand die Region Bas-Maine nicht mehr der Kontrolle der Grafen von Maine, die damals nur die Region Haut-Maine unter ihrer effektiven Kontrolle behielten. Die Grafschaft Maine war im 11. Jahrhundert ein umkämpftes Gebiet, als Folge von Rivalitäten zwischen den Grafen von Anjou und den Herzögen der Normandie kam es zu Kriegen und fürstlichen Rebellionen. Zu dieser Zeit tauchten die mächtigen Herrschaften von Laval und Mayenne auf.
Diese arme Region grenzt an die Bretagne, welche damals das Recht des „franc-salé“ genoss, wodurch es ihr gestattet war, Salz zu kaufen, ohne dafür Steuern zu zahlen. Daher galt die Nachbarregion Bad-Maine als ein Zentrum des Salzschmuggels. Dort entstand während der Französischen Revolution die Chouannerie, ein bewaffneter Widerstand königstreuer Katholiken der Bretagne gegen die erste Republik in der Zeit von 1793 bis 1804. Deren Kämpfer erkannten sich nachts gegenseitig, indem sie den Schrei des Wildkauzes oder der Eule imitierten.
Die lokale Mundart dieser Region, welche „Patois“ heißt, wurde Ende des 19. Jahrhunderts von dem französischen Philologen, keltischen Gelehrter und Politiker Henri-Georges Dottin untersucht. Hierzu wurde dann schließlich im Jahr 1980 in Laval eine Studie über die Mundart und Traditionen des Bas-Maine veröffentlicht, welche vom Rentnerverein Cercle Jules-Ferry herausgegeben wurde.